# Jean-Sylvain Babin
Jean-Sylvain Babin est un footballeur français, international martiniquais né le 14 octobre 1986 à Corbeil-Essonnes. Il évolue au poste de défenseur central avec l'AD Alcorcón.

## Biographie
Formé à Châteauroux, Babin débute en Ligue 2 à l'âge de 17 ans lors de la saison 2003/2004. Cette apparition n'est que ponctuelle puisqu'il n'intègre réellement l'effectif professionnel lors de la saison 2005/2006.
Il effectue deux saisons avec les pros mais n'arrive pas à s'imposer et est prêté pour la dernière année de son contrat au FC Martigues en National. Là-bas, il effectue une saison pleine en disputant 32 matchs de championnat, insuffisant toutefois pour convaincre les dirigeants castelroussins de le conserver.
Jean Sylvain rejoint alors l'Espagne et le Lucena CF, club de Segunda División B (D3 espagnole). Après une première saison d'adaptation au cours de laquelle il dispute vingt matchs pour un but inscrit, sa deuxième est de bien meilleure facture. Si bien qu'en décembre 2009, le grand Real Madrid et le Rayo Vallecano s'intéressent à lui.
Mais il ne part pas et finit la saison avec Lucena, inscrivant quatre buts en trente-quatre matchs de championnat.
Lors de l'été 2010, le Real Madrid revient à la charge afin de l'incorporer à son équipe réserve, mais Babin s'engage finalement pour deux ans avec l'AD Alcorcón, club de la banlieue madrilène évoluant en Liga Adelante.
Durant le mois de janvier 2014, il signe un pré-contrat avec le club de Grenade, qui prend effet lors de la saison 2014-2015.

## Palmarès
Maccabi Tel-Aviv
- Vainqueur de la Coupe de la Ligue israélienne en 2018.